# Municipio de Seward (Kansas)
El municipio de Seward (en inglés: Seward Township) es un municipio ubicado en el condado de Seward en el estado estadounidense de Kansas. En el año 2010 tenía una población de 316 habitantes y una densidad poblacional de 0,57 personas por km².

## Geografía
El municipio de Seward se encuentra ubicado en las coordenadas 37°19′3″N 100°51′45″O / 37.31750, -100.86250. Según la Oficina del Censo de los Estados Unidos, el municipio tiene una superficie total de 556.59 km², de la cual 556,24 km² corresponden a tierra firme y (0,06 %) 0,35 km² es agua.

## Demografía
Según el censo de 2010, había 316 personas residiendo en el municipio de Seward. La densidad de población era de 0,57 hab./km². De los 316 habitantes, el municipio de Seward estaba compuesto por el 96,2 % blancos, el 0,95 % eran afroamericanos, el 0,63 % eran amerindios, el 1,9 % eran de otras razas y el 0,32 % eran de una mezcla de razas. Del total de la población el 23,73 % eran hispanos o latinos de cualquier raza.